# Carroll O'Connor

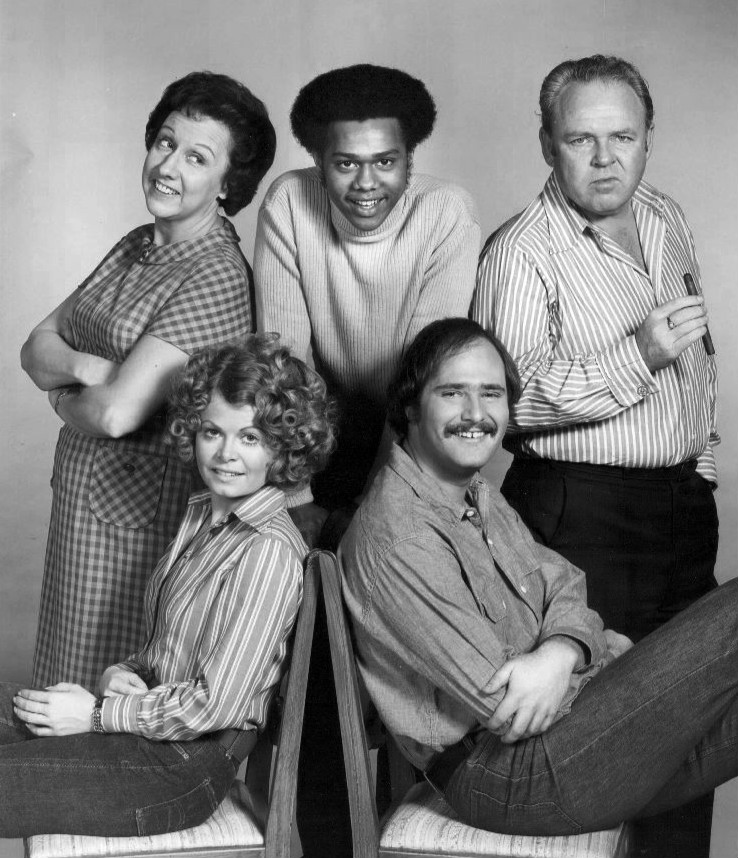
Foto de l'elenc de la sèrie All in the Family. Dempeus, d'esquerra a dreta: Jean Stapleton (Edith Bunker), Mike Evans (Lionel Jefferson) i Carroll O'Connor (Archie Bunker). Asseguts: Sally Struthers (Gloria Bunker Stivic) i Rob Reiner (Mike Stivic)

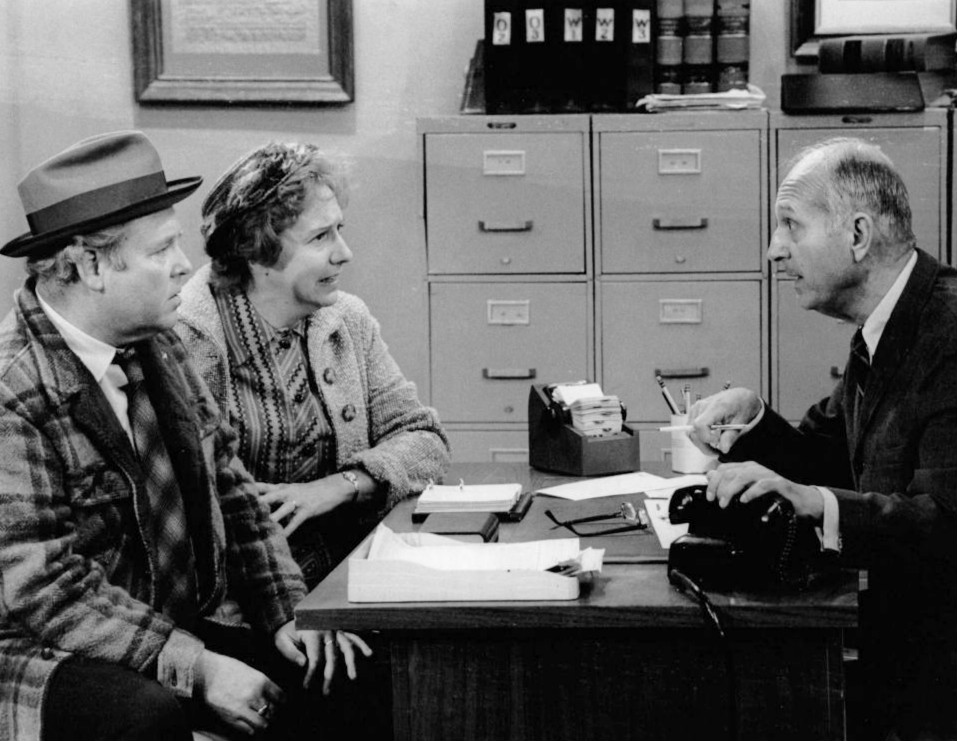
Carroll O'Connor i Jean Stapleton a la sèrie All in the Family (1973)

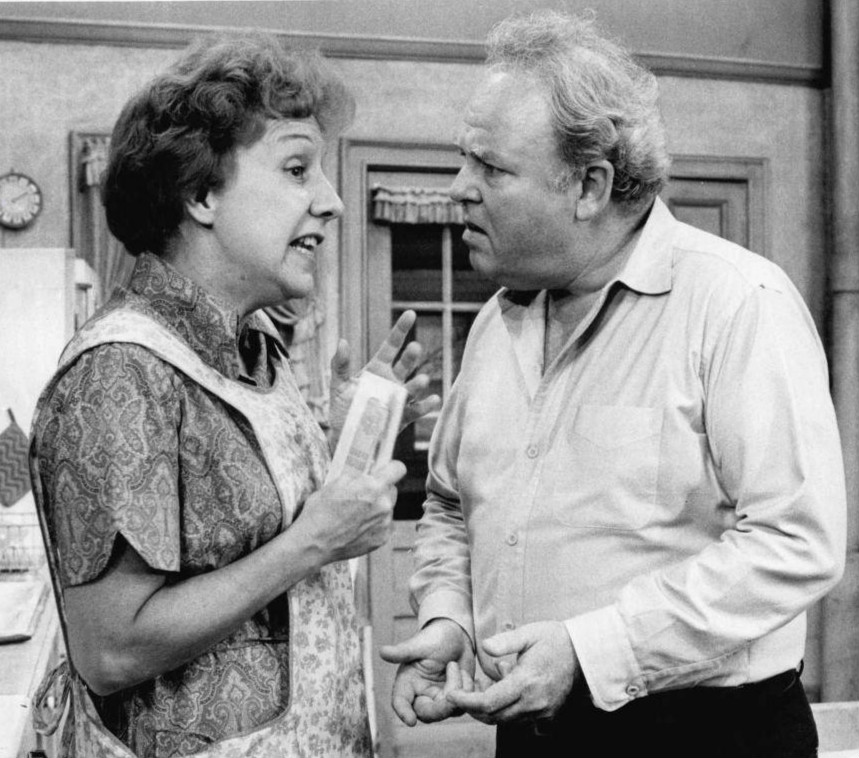
Jean Stapleton i Carroll O'Connor interpretant Archie i Edith Bunker a la sèrie All in the Family (1974)

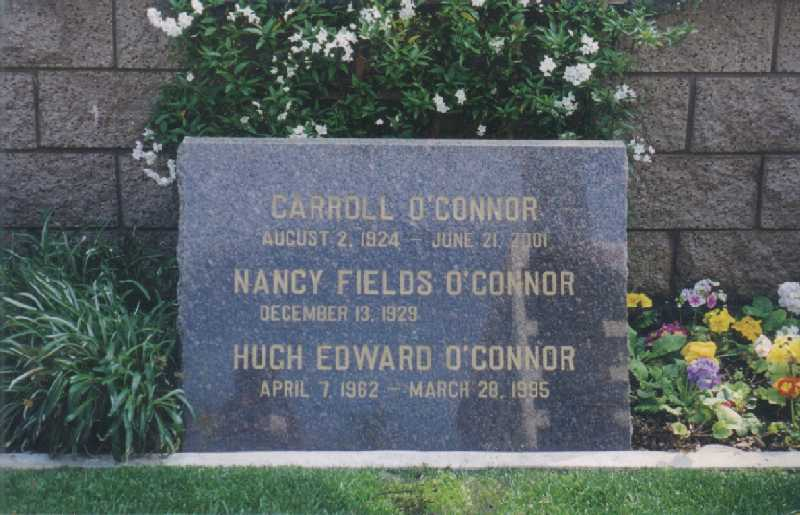
Tomba de l'actor Carroll O'Connor

Carroll O'Connor (Nova York, 1924 - Culver City, 2001) fou un actor estatunidenc, el qual, i durant els anys setanta del segle xx, va donar vida a Archie Bunker (el protagonista del serial televisiu nord-americà All in the Family, un dels programes més impactants d'aquest mitjà).

## Biografia
Nascut en el si d'una família d'emigrants irlandesos instal·lada a Nova York (son pare era advocat i sa mare mestra d'escola), O'Connor va estudiar en una de les moltes escoles catòliques de la ciutat. Com tants altres joves de la seua edat, es va enrolar en l'exèrcit estatunidenc al començament de la Segona Guerra Mundial i fou destinat a Europa.
Després del seu retorn a Nova York, O'Connor va provar fortuna a Broadway amb petits papers fins que el 1958 li va arribar la seua primera oportunitat: el paper protagonista de l'adaptació d'Ulisses, la coneguda novel·la de James Joyce. A partir del 1960, O'Connor va alternar el teatre amb les sèries de televisió i petites actuacions en la indústria del cinema (sempre en papers secundaris).
Precisament, el 1971 es trobava a Roma rodant una pel·lícula per a Hollywood quan va rebre la proposta de la CBS perquè encarnés el personatge que, fet i fet, li va donar la fama. La sèrie All in the Family plantejava les vivències quotidianes d'un matrimoni de mitjana edat, Archie Bunker i Edith Bunker (paper interpretat per l'actriu Jean Stapleton), i els seus problemes amb els fills, amb la societat i amb totes les noves experiències que sacsejaven els Estats Units de la dècada del 1970.
A través d'uns guions agosarats i amb la complicitat sociològica del plantejament, O'Connor i Stapleton van enlluernar els televidents, els quals, moltes vegades, es veien reflectits en el matrimoni Bunker. A través d'aquest personatge, els nord-americans van començar a acceptar la derrota de la Guerra del Vietnam i l'acollida dels excombatents. A la sèrie, també hi apareixien el sexe, la moda hippy, les diferències racials, etc.
El personatge d'Archie Bunker estava convenientment exagerat fins a l'espantall, de tal manera que el seu pensament (recte, sever i gairebé castrense) acabava derivant cap a la paròdia quan el guió així ho requeria. L'experiència en escenaris teatrals d'O'Connor va fer la resta i va esdevindre l'actor més prestigiós de la televisió estatunidenca.
All in the Family es va mantindre en antena ininterrompudament des del 1971 fins al 1979, constituint el primer gran èxit de la multinacional CBS per a la televisió. Cinquanta milions d'espectadors seguien cada setmana amb atenció inusitada l'esdevenir del simpàtic rondinaire d'Archie Bunker. En vuit anys, O'Connor va aconseguir quatre premis Emmy per la seua interpretació.
A la dècada del 1980, ja fora d'antena All in the Family, O'Connor va intentar repetir l'èxit amb un producte similar titulat In the Heat of the Night, en el qual va comptar amb la participació del seu fill gran (Hugh O'Connor) i on els problemes de la relació pare-fill eren l'ingredient dominant. No obstant això, i malgrat aconseguir el seu cinquè Emmy en la seua primera temporada, l'arribada de nous serials de televisió va acabar per esvair l'èxit del programa.
Durant els anys noranta, Carroll O'Connor va desaparèixer de l'escena i es va dedicar a lluitar contra una de les xacres socials més esteses a Nord-amèrica: l'addicció a les drogues. El seu fill Hugh s'havia suïcidat a causa d'aquesta addicció, per la qual cosa Carroll va portar la seua lluita en la línia del seu personatge d'Archie Bunker: va denunciar el traficant que li subministrava droga al seu fill fins a aconseguir empresonar-lo i va aconseguir que el Comtat de Los Angeles incrementés la vigilància dels traficants. Els darrers anys els va passar a la seua mansió de Culver City (Califòrnia) fins que el 21 de juny del 2001 un atac cardíac va acabar amb la seua vida. Encara en aquesta època era freqüent que, en els seus passejos per Los Angeles, la gent l'aturés per a demanar-li un autògraf a Archie Bunker.

## Filmografia
- 1961: A fever in the blood
- 1961: Parrish
- 1961: Brots de passió (By Love Possessed)
- 1962: Lonely are the brave
- 1962: Lad: a dog
- 1963: Cleopatra
- 1965: In harm's way
- 1966: What did you do in the war, daddy?
- 1966: Hawaii
- 1966: Not with my wife, you don't!
- 1967: A boca de canó (Point Blank)
- 1968: La brigada del diable (The Devil's Brigade)
- 1968: For love of Ivy
- 1969: Marlowe
- 1970: Els herois de Kelly (Kelly's Heroes)
- 1971: Doctors' wives
- 1971-1979: All in the family (sèrie de televisió)
- 1979-1983: Archie Bunker's place (sèrie de televisió)
- 1985: Brass (film televisiu)
- 1986: Convicted (film televisiu)
- 1988-1995: In the heat of the night (sèrie de televisió)
- 1999: 36 hours to die (film televisiu)
- 1999: Gideon
- 2000: Return to Me[5]